# Walter Corbo
Walter Corbo, vollständiger Name Walter Luis Corbo, (* 2. Mai 1949 in Montevideo) ist ein ehemaliger uruguayischer Fußballspieler.

## Karriere

### Verein
Torhüter Walter Corbo, Bruder des Fußballspielers Rubén Corbo, begann seine Karriere bei Racing in Montevideo. Er gehörte von 1970 bis 1974 und erneut 1976 dem Kader Peñarols in der Primera División an. 1973 und 1974 gewann Corbo dabei mit den in diesen Spielzeiten von Juan Ricardo Faccio, Hugo Bagnulo sowie José María Rodríguez als Trainer betreuten Aurinegros jeweils die uruguayische Meisterschaft. Mit der Copa Teresa Herrera und der Liguilla-Meisterschaft konnten 1974 weitere Titel errungen werden. Im Verlaufe seiner Karriere spielte er anschließend für den mexikanischen Verein Monterrey und auch knapp zwei Jahre für den brasilianischen Klub Grêmio Porto Alegre. Mit letztgenanntem Verein gewann er 1977 die Staatsmeisterschaft von Rio Grande do Sul. Bei den Brasilianern werden 47 Ligaeinsätze für ihn geführt. Bis zum 31. Spieltag des Metro 1980 und somit etwa bis zur Jahresmitte 1980 stand er sodann in Argentinien in Reihen von San Lorenzo. Sein Engagement endete, weil er sich aufgrund der bestehenden Schulden der Vereinsführung weigerte, seine Tätigkeit für den Klub fortzusetzen. Für San Lorenzo bestritt er insgesamt 48 Partien und war in seiner letzten Saison dort Mannschaftskapitän. Von dort wechselte er zu den Argentinos Juniors. Dort stand er aber hinter Landsmann Mario Gualberto Alles nur in der zweiten Reihe, so dass er schließlich zu San Lorenzo zurückkehrte. Allerdings kam er dort nicht mehr zum Einsatz. 1982 spielte Corbo noch für River Plate Montevideo.

### Nationalmannschaft
Corbo war auch Mitglied der A-Nationalmannschaft Uruguays, für die er zwischen dem 8. Februar 1971 und dem 9. Juni 1976 elf Länderspiele absolvierte. Dabei musste er 21 Gegentore hinnehmen. Corbo nahm mit Uruguay an der Weltmeisterschaft 1970 teil. Zum Einsatz kam er im Verlaufe des Turniers allerdings nicht. Auch gehörte dem uruguayischen Aufgebot bei der Copa América 1975 an.

### Erfolge
- 2× Uruguayischer Meister: 1973, 1974
- Staatsmeister von Rio Grande do Sul: 1977
- Trofeo Teresa Herrera: 1974
- Liguilla: 1974